# Solonaima pholetor
Solonaima pholetor är en insektsart som beskrevs av Hoch och Francis Gard Howarth 1989. Solonaima pholetor ingår i släktet Solonaima och familjen kilstritar. Inga underarter finns listade i Catalogue of Life.